# A Fonsagrada
A Fonsagrada o Fonsagrada è un comune spagnolo di 5 082 abitanti situato nella comunità autonoma della Galizia.